# Hyorin
Đây là một tên người Triều Tiên, họ là Kim.
Kim Hyo-jung, (sinh ngày 11 tháng 12 năm 1990; Hangul: 김효정), thường được biết đến với nghệ danh Hyorin hay Hyolin, là một nữ ca sĩ người Hàn Quốc, cựu thành viên của nhóm nhạc nữ Hàn Quốc Sistar và nhóm nhỏ Sistar19.

## Tiểu sử
Kim Hyo Jung sinh ngày 11 tháng 12 năm 1990, tại Incheon, Hàn Quốc.Tuy nhiên,trong 7 năm hoạt động với Sistar cô lại lấy ngày 11 tháng 1 năm 1991 làm ngày sinh của mình.
Cô từng có khoảng thời gian dài là thực tập sinh của JYP Entertainment.
Vào tháng 3 năm 2011, Hyolyn là khách mời trên Strong Heart nơi mà cô đã tiết lộ rằng cô sinh sớm và nặng 4,2 kg (khoảng 9 lbs). Trong lúc mẹ cô đang mang thai, nước đã tràn hết dạ dày của Hyolyn, nên cô sinh sớm.

## Sự nghiệp

### Trước khi ra mắt
Hyorin thử giọng cho JYP Entertainment hai lần, cuối cùng đã được chấp nhận vào thử thứ hai và đạt vị trí số 1 tại các buổi thử giọng. Cô đã được thành lập để ra mắt trong một nhóm dự án với Song Ji Eun (Secret) và Min (Míss A) nhưng kế hoạch bị hủy bỏ. Hyorin sau đó rời JYP và tham gia Starship Entertainment, thử giọng với một ca khúc của Christina Aguilera Hurt 's.
SISTAR
Trong tháng 6 năm 2010, Hyorin xuất hiện lần đầu trên KBS Music Bank với tư cách là thành viên của Sistar với đĩa đơn đầu tay của họ Push Push.
Đầu năm 2011, Hyorin cùng thành viên cùng nhóm Bora lập ra nhóm nhỏ SISTAR19, đi kèm đó là single đầu tay Ma Boy. Cô càng có cơ hội cho những chương trình mới như " Immortal Song 2" vàng tháng 6. Cô đã giành được sự chú ý của mọi người bằng giọng hát của mình. Nhờ khả năng thanh nhạc tuyệt vời và vũ đạo tốt, Hyorin được công chúng mệnh danh là " Beyoncé xứ Hàn". Cô tham gia chương trình đến tháng 9.
Ngày 22 tháng 11 năm 2013, Hyorin chia sẻ sân khấu với Stevie Wonder: "Tôi chỉ nói rằng Tôi yêu bạn" tại lễ trao giải 2013 Mnet Asian Music, lễ trao giải âm nhạc lớn nhất của Hàn Quốc. [8]
Hyorin đã ra mắt solo của mình vào tháng 11 năm 2013 với album Love & Hate. Album gồm hai bài hát chủ đề "Lonely" và "One Way Love" với các bài hát từ các nhà sản xuất như Brave Brothers và Kim Do Hoon [9], và các rapper Hàn Quốc như Mad Clown, Zico Block B của, Dok2 và Geeks 'Lil' Boy.
Ngày 21 tháng 8, OST Hyorin của "You Make Me Go Crazy" cho Sun của đài SBS Drama được phát hành. [10] Bài hát đứng đầu K-Pop Hot 100 bảng xếp hạng Billboard khi phát hành. [11]
Vào tháng 11 năm 2013 video âm nhạc 2013 Hyorin của cho phiên bản Hàn Quốc của "Let It Go" cho bộ phim hoạt hình của Disney, "Frozen" đã được tiết lộ và trở thành ca sĩ Hàn Quốc thứ hai để tham gia trong một sản xuất Disney sau Park Jung Hyun, người trước đó đã hát cho "Reflection Disney cho Mulan ". [12]
Ngày 22 tháng 1 năm 2014, Hyorin phát hành OST cho bộ phim truyền hình "Vì sao đưa anh tới": "Goodbye". [13]
Ngày 28 Tháng 3 năm 2014, Starship Entertainment đã công bố trên tài khoản Twitter của họ rằng Hyorin quay trở lại cùng Mad Clown: "Without You". [14] Các video âm nhạc cho "Without You" được phát hành vào ngày 3 tháng tư, năm 2014. Hyorin tham gia cùng rapper MC Mong trong sự trở lại của mình để cảnh Hàn Quốc sau 5 năm với album Miss Me hoặc Diss Me phát hành vào ngày 3. [15] Vào ngày 20 tháng 11, Starship Entertainment, Hyorin hợp tác với ca sĩ-nhạc sĩ và nghệ sĩ cùng Starship Entertainment, Jooyoung trên một dự án có tiêu đề "Hyorin x Jooyoung". [16]
Hyorin tham gia đặc biệt Chuseok của chương trình ca hát I Am a Singer 3 phát sóng vào ngày 9 tháng 9 là ca sĩ nhóm nhạc thần tượng đầu tiên. Các tập phim đặc biệt đã có màn trình diễn của các ca sĩ kỳ cựu như The One, Sinawe, Park Ki Young, Kim Jong Seo và Yoon Min Soo. Hyorin đã cho hai buổi biểu diễn và đứng vị trí thứ hai chung trong cuộc cạnh tranh. [17] Nhiều người trong cuộc phát sóng tiết lộ vào ngày 13 tháng 1 rằng Hyorin đồng ý gia nhập đội hình của đài MBC I Am a Singer season 3 ra mắt và công ty cô Starship Entertainment đã nói với OSEN rằng Hyorin sẽ bắt đầu quay vào ngày 21 như là các ca sĩ thần tượng đầu tiên trong chương trình. [18]
Ngày 2 tháng 4 năm 2015, Hyorin đã hợp tác với thành viên cùng nhóm Soyou, K.Will ca khúc mới nhất "Big" là dự án cover Starship Entertainment. [19]
Ngày 21 tháng năm 2015, đánh bại Mumble Music Channel trên Youtube tải lên phim truyền hình Hàn Quốc OST Ấm áp và ấm cúng của tựa đề Hãy đến một Little Closer hát bởi Hyorin. [20]
Mới đây tháng 5 năm 2014 Mumble Beat Music Channel tung OST Warrm & Cozy "A little Closer" do Hyorin trình bày.[20]
Ngày 31 tháng 5 năm 2017, là ngày diễn ra màn comeback cuối cùng của nhóm SISTAR.
Cuối cùng sau 7 năm, nhóm SISTAR chính thức tan rã
Ngày 31 tháng 3 năm 2022, Hyorin tham gia Queendom mùa 2 và xếp thứ 4 chung cuộc
Ngày 16 tháng 1 năm 2023, trở lại Sistar19 với 2 ca khúc m/v NO MORE(MA BOY) VÀ SAUCY

## Đĩa nhạc
Đối với Hyorin là việc cùng với Sistar, xem Danh sách đĩa nhạc của Sistar.

### Album phòng thu
- 2013: Love & Hate

### Bảng xếp hạng
| 2012                                                                        | "I Choose to Love You"        | 2  | 3  | - Hàn (DL): 1,353,521 | Alone                           |
| 2012                                                                        | "This Person" (Dazzling Red)  | 2  | 6  | - Hàn (DL): 594,635   | Digital Single                  |
| 2013                                                                        | "Hot Wings" (với Dynamic Duo) | 11 | 10 | - Hàn (DL): 618,093   | Lucky Numbers                   |
| 2013                                                                        | "You Make Me Go Crazy"        | 2  | 1  | - Hàn (DL): 984,375   | Master's Sun OST                |
| 2013                                                                        | "One Way Love"                | 1  | 1  | - Hàn (DL): 714,094   | Love & Hate                     |
| 2013                                                                        | "Lonely"                      | 3  | 3  | - Hàn (DL): 367,897   | Love & Hate                     |
| 2014                                                                        | "Hello / Goodbye"             | 1  | 1  | - Hàn (DL): 478,787   | You Who Came From the Stars OST |
| "—" thể hiện không nằm trong danh sách hoặc không phát hành tại khu vực đó. |                               |    |    |                       |                                 |

## Bảng xếp hạng khác
| 2013                                                                        | "Stalker (Feat. 매드클라운)"           | 6  | 21 | Love & Hate |
| 2013                                                                        | "Don`t Love Me"                        | 14 | 32 | Love & Hate |
| 2013                                                                        | "Red Lipstick (Feat. ZICO of Block B)" | 22 | 40 | Love & Hate |
| 2013                                                                        | "Massage (Feat. Dok2)"                 | 24 | -  | Love & Hate |
| 2013                                                                        | "O.M.G (Feat. 긱스 릴보이)"            | 30 | -  | Love & Hate |
| 2013                                                                        | "Closer"                               | 36 | -  | Love & Hate |
| 2013                                                                        | "Falling"                              | 37 | -  | Love & Hate |
| 2013                                                                        | "Tonight"                              | 41 | -  | Love & Hate |
| "—" thể hiện không nằm trong danh sách hoặc không phát hành tại khu vực đó. |                                        |    |    |             |

### Nhạc phim và trình diễn đơn
| Năm  | Tiêu đề                         | Ca khúc                | Thời gian | Nghệ sĩ                                          |
| ---- | ------------------------------- | ---------------------- | --------- | ------------------------------------------------ |
| 2010 | Magic Drag                      | "Magic Drag"           | 03:14     | Song ca với Jang Geun-suk                        |
| 2011 | Glory Jane OST                  | "Who Are You to Me"    | 03:53     | Đơn                                              |
| 2011 | My Heart Beating                | "Amazed"               | 03:16     | Song ca với K.Will và Simon D                    |
| 2011 | Rebirth                         | "Ma Boy 2"             | 03:27     | Song ca với Electroboyz                          |
| 2012 | Alone                           | "I Choose to Love You" | 03:31     | Đơn                                              |
| 2012 | Dream High 2 OST                | "Superstar"            | 03:42     | Hershe (với Jiyeon và Ailee)                     |
| 2012 | This Person                     | "This Person"          | 03:24     | Dazzling Red (với HyunA, Hyoseong, Nana, Nicole) |
| 2013 | Lucky Numbers                   | "Hot Wings"            | 04:57     | Song ca với Dynamic Duo                          |
| 2013 | Master's Sun OST                | "You Make Me Go Crazy" | 04:32     | Đơn                                              |
| 2013 | Frozen OST                      | "Let It Go" (Hàn.Ver)  | 03:47     | Đơn                                              |
| 2014 | You Who Came From the Stars OST | "Hello / Goodbye"      | 03:40     | Đơn                                              |

## Phim

### Phim truyền hình
| Năm  | Phim                | Vai trò |
| ---- | ------------------- | ------- |
| 2012 | Dream High Season 2 | Nana    |

### Chương trình truyền hình
| Năm  | Tiêu đề                    | Ghi chú        | Vai trò  |
| ---- | -------------------------- | -------------- | -------- |
| 2010 | Bouquet                    | Tập 19         | Chính cô |
| 2010 | KBS2 100 Points Out Of 100 | Tập 1          | Chính cô |
| 2011 | Strong Heart               | Tập 67, tập 68 | Chính cô |
| 2011 | Running Man                | Tập 75         | Chính cô |
| 2012 | Pit-a-Pat Shake            |                | Chính cô |
| 2012 | Running Man                | Tập 95         | Chính cô |
| 2013 | Shinhwa Broadcast          | Tập 45 & 46    | Chính cô |
| 2013 | Running Man                | Tập 162        | Chính cô |

## Đại sứ
| Năm  | Thương mại   | Ghi chú    |
| ---- | ------------ | ---------- |
| 2011 | Banila Co    | [ 6 ]      |
| 2012 | Lotte Liquor | Until 2013 |

## Giải thưởng và đề cử

### MBC Music Show Champion
| Năm  | Ngày       | Ca khúc        |
| ---- | ---------- | -------------- |
| 2013 | 4 tháng 12 | "One Way Love" |

### MBC Music Core
| Năm  | Ngày       | Ca khúc        |
| ---- | ---------- | -------------- |
| 2013 | 7 tháng 12 | "One Way Love" |

### Mnet M Countdown
| Năm  | Ngày        | Ca khúc        |
| ---- | ----------- | -------------- |
| 2013 | 12 tháng 12 | "One Way Love" |

### KBS Music Bank
| Năm  | Ngày        | Ca khúc        |
| ---- | ----------- | -------------- |
| 2013 | 13 tháng 12 | "One Way Love" |